# Puertollano Fútbol Sala
El Club Deportivo Puertollano es un equipo de fútbol sala profesional de Puertollano, Ciudad Real (Castilla-La Mancha), fundado en 1994. Actualmente juega en Priemera autonómica aunque llegó a jugar en Primera División. En la temporada 2008 / 2009 juega el Play-off de ascenso a División de Honor quedando en tercera posición tras el campeón Arcebansa Chint Zamora y Burela Pescados Rubén con 17 puntos. En la temporada 2010 / 2011 finaliza como Campeón de Liga de la Segunda División, ascendiendo a la Primera División de la LNFS